# Joseph Kimfoko Madoungou
Joseph Kimfoko Madoungou a été le premier conservateur du musée Mâ Loango de Diosso (RC).

## Biographie
Joseph Kimfoko Madoungou est né en 1958 à Boko-Songho dans le département de la Bouenza.
Après avoir obtenu son baccalauréat scientifique au lycée Patrice Lumumba (anciennement Javouhey) de Brazzaville en 1977, il étudie la psychologie à l'université Marien Ngouabi de Brazzaville. Le régime marxiste de l'époque l'envoie, au bout de deux ans, dans la fonction publique et l'affecte au ministère de la Culture et des arts au sein du Musée national.
A force de parcourir les archives de la bibliothèque, dans le but d’approfondir ses connaissances, Kimfoko Madoungou estime que l’Histoire de la république du Congo des origines en passant par la colonisation jusqu’à l’indépendance, était traitée de façon trop réductrice et incomplète à son goût. Il se fait ainsi remarquer par son directeur, surpris par l’intérêt qu’il montre pour l’histoire du Congo et sa population depuis des millénaires.
Kimfoko Madoungou s'inscrit parallèlement au Centre de formation d'art dramatique (CFRAD) de Brazzaville, et se prend de passion pour les musées. Il participe à la création des musées régionaux d'Owando (département de la Cuvette) et de Diosso (département du Kouilou). En août 1983, il est nommé directeur – il préfère le terme de "conservateur" – du musée Mâ Loango de Diosso depuis.
En effectuant le tour des villages de la forêt du Mayombe, il se lance dans la prospection et la collecte d’objets dont il apprend la signification et la portée traditionnelle. Il constitue alors une collection qui témoigne de la vie et des traditions des ethnies du Kouilou, à savoir: monnaies, instruments de musique, objets de culte et du quotidien, outils agricoles, armes de chasse ou de traite…
En 1986, l’UNESCO propose un enseignement sur la gestion de la documentation à Brazzaville pendant 3 mois.Il  y apprend la constitution d'un registre d’inventaire et la mise en valeur de sa collection. Toutefois, il continue de procéder de façon empirique.
Il a suivi, en 1997, une formation en conservation préventive des musées africains en Italie.  En effet, une visiteuse italienne, s’étonnant qu’il n’ait jamais reçu de formation en histoire de l’art, lui conseille de faire acte de candidature au Centre international d'’étude pour la conservation et la restauration des biens culturels (ICROM). Cet organisme intergouvernemental fournit des conseils d’experts pour la préservation du patrimoine culturel en même temps qu’une formation aux techniques de restauration. Pendant un an à l’Ecole du patrimoine Africain au Bénin, il apprend à protéger sa collection exposée aux aléas du climat tropical (humidité, insectes…).
Joseph Kimfoko Madoungou. regrette que les masques, fétiches et autres statues qui font partie des collections du musée ont mauvaise réputation au Congo, alors que « Ces objets de culte traditionnels sont pourtant notre identité ». C'est grâce à sa passion pour l’anthropologie, l’ethnologie et la muséographie que ce musée a gardé une âme.
Deux jeunes universitaires ont pris sa suite après sa retraite. Il s'agit de Frédéric Pambou et de Louis Marie Pandzou. 

## Le Musée régional des arts et des traditions Mâ Loango
L’histoire du Musée Mâ Loango est intimement liée à celle du royaume qui porte son nom. Sa genèse remonte au XVIIe siècle, lorsque la population de Diosso bâtit, en bois sculpté, le premier palais royal où vécut Ngangue M’Vumbe Niambi, souverain de l’époque. Le palais servit également de résidence pour les autres rois qui lui succédèrent au fil du temps, notamment Moe Poaty III.
Sous la pression du gouvernement, en l'occurrence de son ministère de la Culture, désireux de récupérer le bâtiment, l'ex-résidence royale a été transformée en musée et inaugurée le 10 avril 1982 par Jean-Baptiste Tati Loutard, alors ministre de l'Enseignement secondaire et supérieur, de la culture et des arts.
Le Musée Mâ Loango est devenu depuis, un espace culturel et historique permanent, au service de la société et de son développement. Il est ouvert au public étudiant et chercheur, et à toute personne désireuse de s'imprégner de l'histoire du Congo dans toute sa diversité.
L'appellation complète de l'établissement culturel est « Musée régional des arts et des traditions Mâ Loango ».